# Valois Magdolna skót királyné
Valois Magdolna (franciául: Madeleine de Valois) (Saint-Germain-en-Laye, Franciaország 1520. augusztus 10. – Edinburgh, Skócia 1537. július 2.) francia királyi hercegnő, házassága révén skót királyné.

## Élete, származása
Édesapja I. Ferenc francia király (1494–1547), Valois Károly angoulême-i gróf (1459–1496) francia herceg és Louise de Savoie (1476–1531) fia.
Édesanyja Valois Klaudia (1499–1524) bretagne-i hercegnő és francia királyné, XII. Lajos francia király (1462–1515) és Bretagne-i Anna (1477–1514) leánya.
Magdolna szülei harmadik leánya, illetve ötödik gyermeke volt. Egyik nővére már az ő születése előtt meghalt. Magdolna gondos neveltetésben részesült.
V. Jakab skót király (1512–1542), Magdolna apjának szövetségese szorosabbra kívánta fűzni a francia-skót szövetséget. 1537. január 1-jén feleségül vette Magdolnát, aki Skóciába utazott, de nem sokkal később, 1537. július 2-án tuberkulózisban meghalt. A Holyrood Abbey-ban temették el. Jakab, aki a szövetséget továbbra is fent akarta tartani, 1538-ban feleségül vette Guise Máriát (1515–1560). Tőle született Stuart Mária (1542–1587) skót királynő.
| Előző Tudor Margit | Skót királyné 1537 – 1537 | Következő Lotaringiai Mária |